# Io e il colonnello
Io e il colonnello (Me and the Colonel) è un film del 1958 diretto da Peter Glenville, tratto dal dramma storico Jacobowsky und der Oberst del 1944 di Franz Werfel.

## Riconoscimenti
Il film ha ricevuto tre nomination ai Golden Globe 1959, vincendo con Danny Kaye il premio per il miglior attore in un film commedia o musicale.
Nel 1958 il National Board of Review of Motion Pictures l'ha inserito nella lista dei migliori dieci film dell'anno.